# Fauna României (colecție)

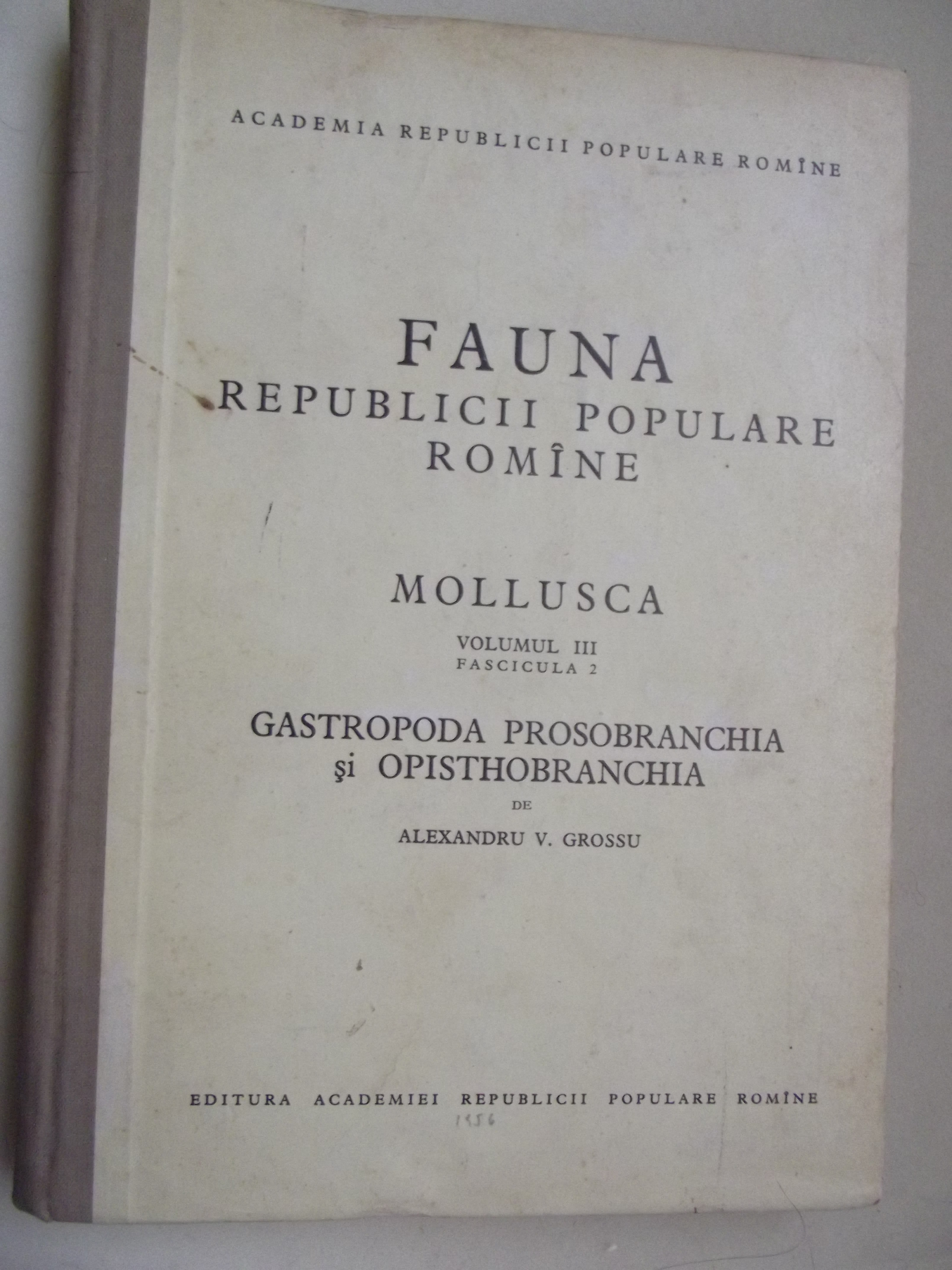
Fauna Republicii Populare Romîne Mollusca Vol.III Fas. 2, 1956

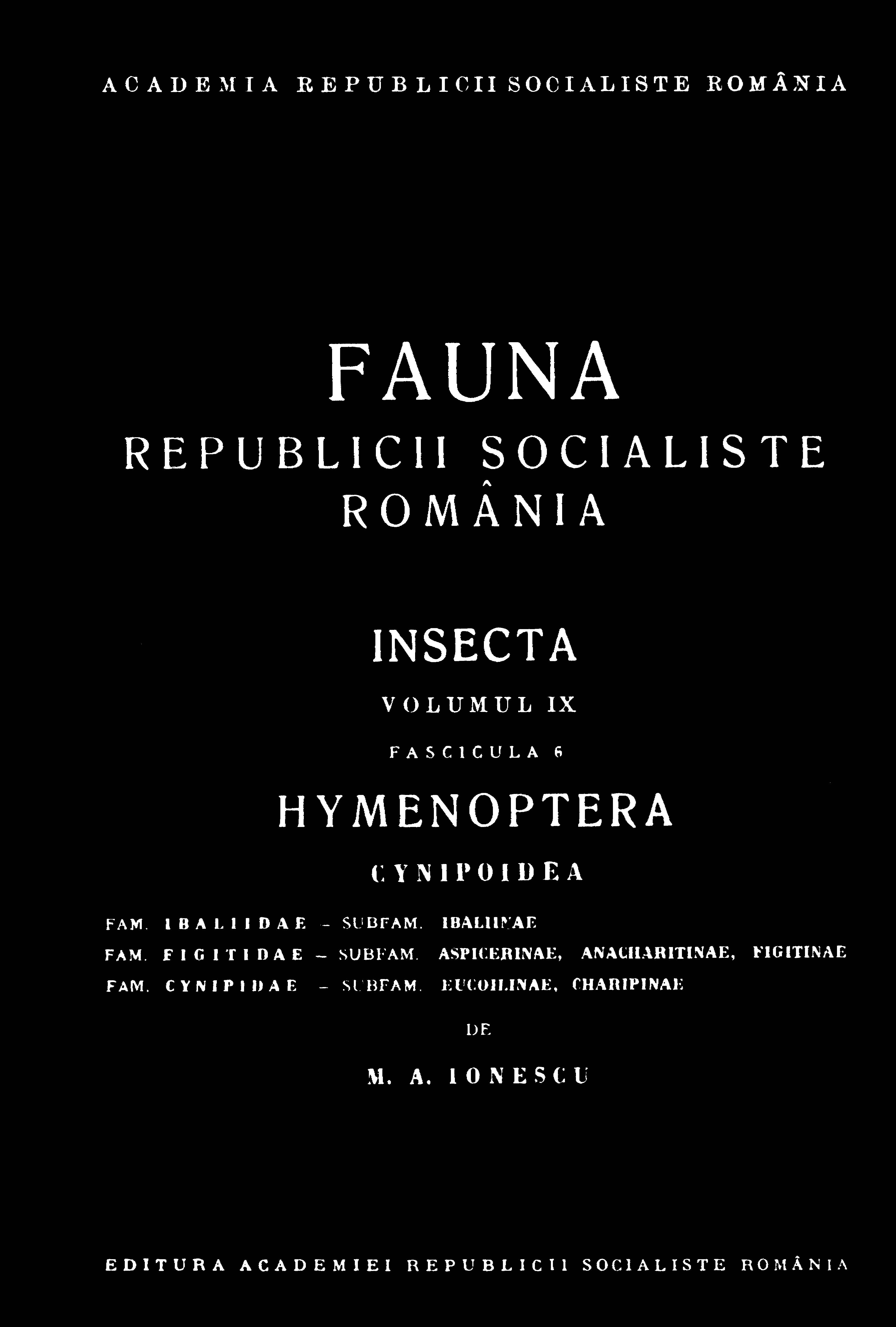
Fauna Republicii Socialiste România

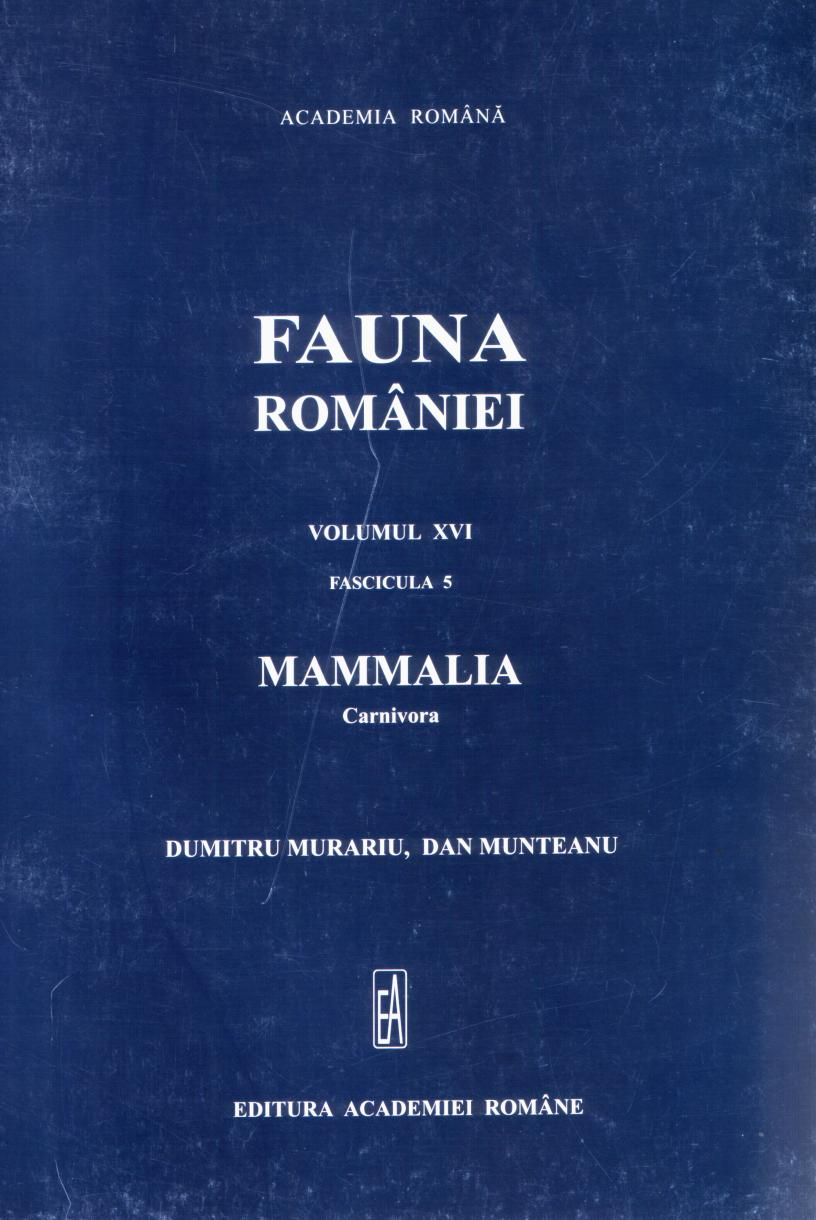
Fauna României

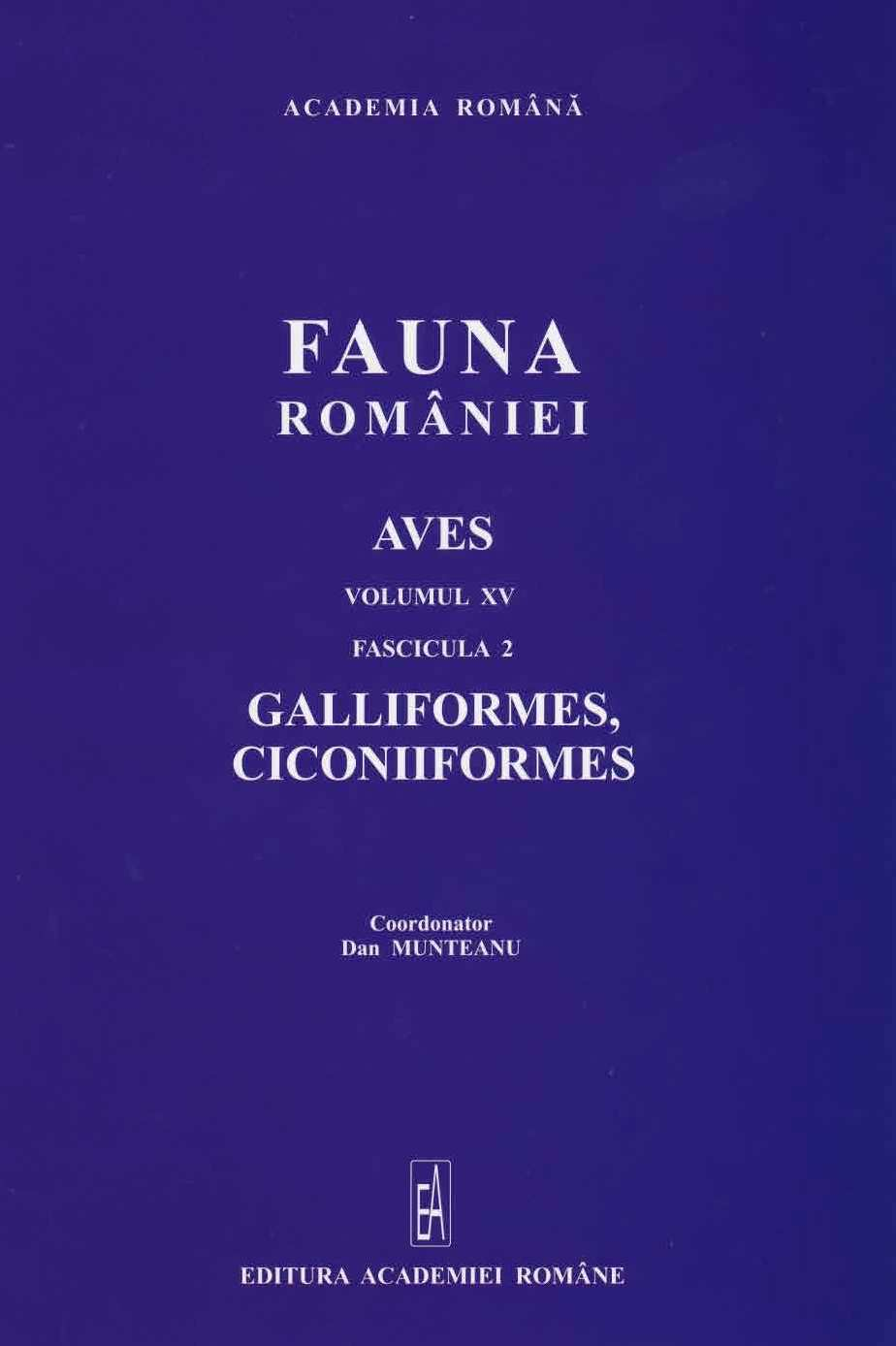
Fauna României

Colecția "Fauna României" (care a apărut până în 1965 cu tituatura de  "Fauna Republicii Populare Romîne", iar între 1965-1989 sub titlul "Fauna Republicii Socialiste România" ), este o lucrare fundamentală privind fauna României, care apare sub sub egida Academiei Române și cuprinde lucrări de sistematică animală cu caracter de determinatoare, referitoare la toate grupele faunistice ce populează teritoriul României.
Fasciculele sunt concepute după un plan comun, având o parte generală, în care se tratează capitolele: istorie, morfologie, anatomie, reproducere și dezvoltare, răspândire geografică, ecologie, paleontologie, filogenie, importanță economică și metode de colectare, și o parte sistematică, cuprinzând descrierea detaliată a ordinelor, familiilor, genurilor, speciilor etc., pe baza unor chei de determinare, precum și datele complete privind biometria, ecologia și răspândirea lor.
Colecția este concepută din XVI volume cu 307 fascicule, dintre care au apărut:
- ÎNDRUMĂTOR, partea I, Protozoare, Viermi, Artropode.
- Volumul I, PROTOZOA:

fascicula 1, A. Murgoci, Hypermastigina;
fascicula 2, Iosif Lepși, Euamoebidea.
- Volumul II, PLATHELMINTHES:

fascicula 1, Elena Roman-Chiriac, clasa Monogenoidea;
fascicula 2, L. Rudescu, Trochelminthes, Rotatoria;
fascicula 3, L. Rudescu, Gastrotricha;
fascicula 3, D. Coman, Nematoda, Mermithidae;
fascicula 4, Elena Chiriac și Maria Udrescu, Trematoda;
fascicula 5, L. Rudescu, Porifera, Potamospongiae.
- Volumul III, MOLLUSCA:

fascicula 1, Alexandru V. Grossu, Gastropoda, Pulmonata 
fascicula 2, Alexandru V. Grossu, Gastropoda, Prosobranchia și Opistobranchia 
fascicula 3, Alexandru V. Grossu, Bivalvia. 
- Volumul IV, CRUSTACEA:

fascicula 1, M. Băcescu, Cumacea 
fascicula 2, N. Botnariuc și Tr. Orghidan, Phyllopoda 
fascicula 3, M. Băcescu, Mysidacea 
fascicula 4, S. Cărăușu, Ecaterina Dobreanu și C. Manolache, Amphipoda (forme salmastre și de apă dulce) 
fascicula 5, L. Botoșăneanu, Bathynellacea 
fascicula 6, Andriana Damian-Georgescu, Copepoda, familia Cyclopidae 
fascicula 7, L. Rudescu, Arthropoda, Tardigrada 
fascicula 8, Andriana Damian-Georgescu, Copepoda, Calanoida (forme de apă dulce) 
fascicula 9, M. Băcescu, Decapoda 
fascicula 10, Francisca-Elena Caraion, Ostracoda, familia Cytheridae (ostracode marine și salmastricole) 
fascicula 11, Andriana Damian-Georgescu, Copepoda, Harpacticoida (forme de apă dulce) 
fascicula 12, Ștefan Negrea, Cladocera 
fascicula 13, Vasile Gh. Radu, ordinul Isopoda, subordinul Oniscoidea — oniscoidee inferioare 
fascicula 14, Vasile Gh. Radu, ordinul Isopoda, subordinul Oniscoidea — Crinochaeta. 
- Volumul V, ARACHNIDA:

fascicula 1, Z. Feider, Acarina, Trombidoidea;
fascicula 2, Z. Feider, Acaromorpha, subfamilia Ixodoidea;
fascicula 3, Ion E. Fuhn și Floriana Niculescu-Burlacu, familia Lycosidae;
fascicula 4, Cleopatra Sterghiu, familia Clubionidae.
fascicula 5, Ion E. Fuhn, Viorel F. Gherasim, Araneae, Salticidae
- Volumul VI

fascicula 1, Zachiu Matic, cl. Chilopoda, subclasa Anamorpha;
fascicula 2, Zachiu Matic, cl. Chilopoda, subclasa Epimorpha.
- Volumul VII, INSECTA (I):

fascicula 1, M. A. Ionescu, Protura;
fascicula 2, M. A. Ionescu, Diplura;
fascicula 3, C. Bogoescu, Ephemeroptera;
fascicula 4, W. K. Knechtel și Andrei Popovici-Bîznoșanu, Orthoptera (ordinul Saltatoria, Dermaptera, Blattodea, Mantodea); 
fascicula 5, Filimon Cîrdei și Felicia Bulimar, Odonata.
- Volumul VIII, INSECTA (II):

fascicula 1, W. K. Knechtel, Thysanoptera; 
fascicula 2, M. A. Ionescu, Isoptera;
fascicula 3, Ecaterina Dobreanu și Constantin Manolache, Homoptera, Psylloidea;
fascicula 4, Ecaterina Dobreanu și Constantin Manolache, Homoptera (partea generală);
fascicula 5 Ecaterina Dobreanu și Constantin Manolache, Homoptera, Aleyrodoidea, subfamilia Aleyrodinae;
fascicula 6, Béla Kis ș.a. Neuroptera (Planipennia);
fascicula 7, Béla Kis, Plecoptera;
fascicula 8, Béla Kis, Heteroptera (partea generală) și suprafamilia Pentatomoidea.
fascicula 9, Béla Kis, Heteroptera, suprafamiliile Coreoidea și Pyrrhocorioidea.
- Volumul IX, INSECTA (III):

fascicula 1, W. K. Knechtel, Hymenoptera, subfamilia Apinae;
fascicula 2, M. A. Ionescu, Cynipinae;
fascicula 3, Victoria G. Iuga, Hymenoptera, Apoidea (familia Apidae, subfamilia Anthophorinae);
fascicula 4, Mihai I. Constantineanu, familia Ichneumonidae, subfamilia Ichneumoninae, tribul Ichneumoninae - Stenopneusticae;
fascicula 5, Mihai I. Constantineanu, familia Ichneumonidae, subfamilia Phaeogeninae și Alomyinae;
fascicula 6, M. A. Ionescu, Hymenoptera, Cynipoidea, familia Ibaliidae — subfamilia Ibaliinae, familia Figitidae — subfamilia Aspicerinae, Anachartinae, Figitinae, familia Cynipidae — subfamilia Eucolinae, Charipinae;
fascicula 7, Mihai I. Constantineanu și Constantin Pisică, Hymenoptera, familia Ichneumonidae, subfamilia Ephialtinae, Lycorininae, Xoridinae și Acaenitinae;
fascicula 8, Xenia Scobiola-Palade, Hymenoptera, Symphyta, Tenthredinoidea, familia Tenthredinidae, subfamilia Selandriinae, Tenthredininae, Heterarthrinae;
fascicula 9, Xenia Scobiola-Palade, Hymenoptera, Symphyta, Tenthredinoidea, familia Tenthredinidae, subfamilia Blennocampinae și Nematinae;
fascicula 10, Mihai I. Constantineanu și Gheorghe I. Mustață, Hymenoptera, familia Ichneumonidae, subfamilia Mesochorinae.
fascicula 11, Matilda Lăcătușu, Constantin Filipescu. Hymenoptera, Braconidae: Partea generală și subfamiliile Cardiochilinae, Microgasterinae, Acaeliinae și Miracinae
fascicula 12,  Mihai I. Constantineanu, Raoul M. Constantineanu, Irinel Gh. Constantineanu: Hymenoptera, Familia Ichneumonidae, Subfamiliile : Cteniscinae, Tryphoninae, Thymaridinae și Sphinctinae
- Volumul X, INSECTA (IV):

fascicula 1, S. Panin, Coleoptera, familia Cicindelidae;
fascicula 2, S. Panin, Coleoptera, familia Carabidae (gen Cyrchrus Roeschke și gen Carabus Linné);
fascicula 3, S. Panin, Coleoptera, familia Scarabaeidae (subfamilia 11, Melolonthinae și 12, Rutelinae);
fascicula 4, S. Panin, Coleoptera, familia Scarabaeidae (subfamilia I, Coprinae, II, Geotrupinae, III, Aphodiinae, IV, Aegelinae, V, Hibosorinae, VI, Ochodacinae, VII, Orphninae, VIII, Troginae, IX, Glaphirinae, X, Sericinae, XIII, Hoplinae, XIV, Dynastinae, XV, Valginae, XVI, Triciinae și XVII, Cetoniinae);
fascicula 5, S. Panin și N. Săvulescu, Coleoptera, familia Cerambycidae.
- Volumul XI, INSECTA (V):

fascicula 1, A. Popescu-Gorj, E. Niculescu și Al. Alexinschi, Lepidoptera, familia Aegeriidae;
fascicula 2, Gh. Dinulescu, Diptera, familia Tabanidae;
fascicula 3, Petru Șuster, Diptera, familia Syrphidae;
fascicula 4, Gh. Dinulescu, Diptera, familia Oestridae;
fascicula 5, Eugen V. Niculescu, Lepidoptera, familia Papilionidae;
fascicula 6, Eugen V. Niculescu, Lepidoptera, familia Pieridae;
fascicula 7, Eugen V. Niculescu, Lepidoptera, familia Nymphalidae;
fascicula 8, Gh. Dinulescu, Diptera, familia Simuliidae;
fascicula 9, I. Căpușe, Diptera, familia Tineidae;
fascicula 10, Eugen V. Niculescu și F. König, Lepidoptera, Partea generală:
fascicula 11, M. A. Ionescu și Medeea Weinberg, Diptera, familia Asilidae;
fascicula 12, Andy Z. Lehrer, Diptera, familia Calliphoridae;
fascicula 13, Paula Albu, Diptera, familia Chironomidae — subfamilia Chironominae.
fascicula 14, Adriana Damian-Georgescu, Diptera, familia Ceratopogonidae (gen Culicoides)
- Volumul XII:

fascicula 1, Petru Bănărescu, Cyclostomata și Chondrichthyes 
- Volumul XIII: Petru Bănărescu, Pisces - Osteichthyes [22]
- Volumul XIV:

fascicula 1, Ion E. Fuhn, Amphibia 
fascicula 2, Ion E. Fuhn și Șt. Vancea, Reptilia 
- Volumul XV, AVES:

fascicula 1, Ion I.Cătuneanu, Ioan Korodi Gál, Dan Munteanu, Sergiu Pașcovschi, Emil Vespremeanu, Gaviiformes, Podicipediformes, Procellariiformes, Pelecaniformes 
fascicula 2 : Galliformes, Ciconiiformes, coord.: Dan Munteanu.
- Volumul XVI, MAMMALIA:

fascicula  1, Dumitru Murariu, Insectivora 
fascicula  2, Dumitru Murariu, Alexandrina Popescu, Rodentia 
fascicula  3, Niculai Valenciuc, Chiroptera 
fascicula  3, Dumitru Murariu, Gabriel Chișamera, Dragoș Ștefan Măntoiu, Irina Pocora, Chiroptera (Engleză)
fascicula  4, Dumitru Murariu, Lagomorpha, Cetacea, Artiodactyla, Perissodactyla 
fascicula  5, Dumitru Murariu, Dan Munteanu, Carnivora.